# 키스 실버스틴
키스 실버스틴(영어: Keith Silverstein)은 미국의 성우이다. 일본 애니메이션과 비디오 게임 더빙을 주로 하고 있다. 대표적인 배역으로 《나루토》의 카구야 키미마로 역, 소닉 시리즈의 벡터 더 크로커다일 역 등이 있다.